# Leia bivittata
Leia bivittata är en tvåvingeart som beskrevs av Thomas Say 1829. Leia bivittata ingår i släktet Leia och familjen svampmyggor. Inga underarter finns listade i Catalogue of Life.